# 현수교

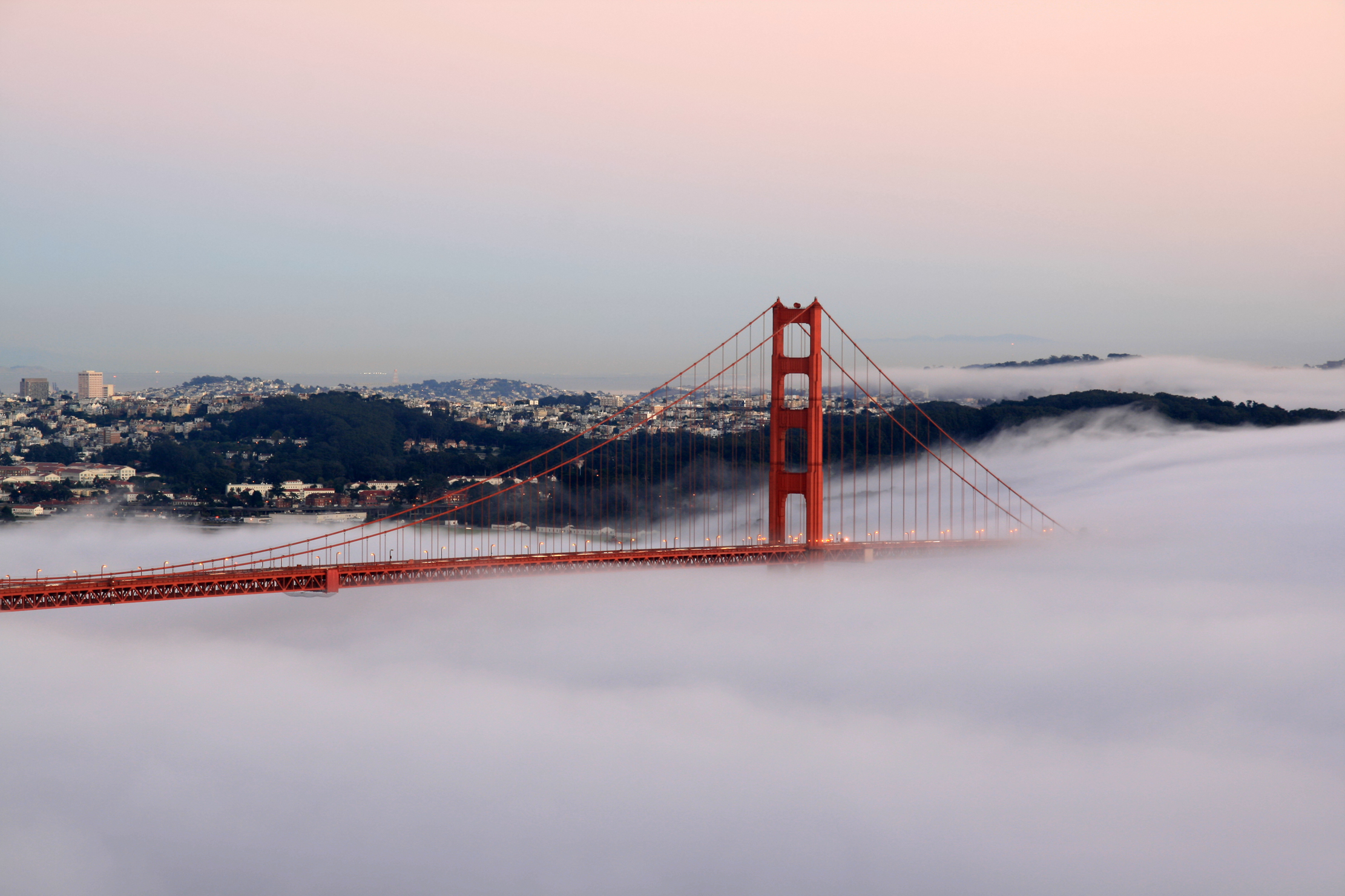
금문교

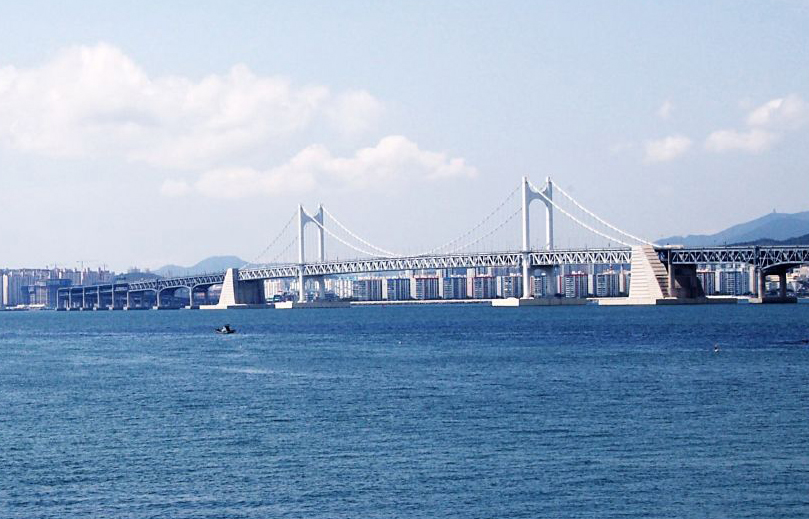
광안대교

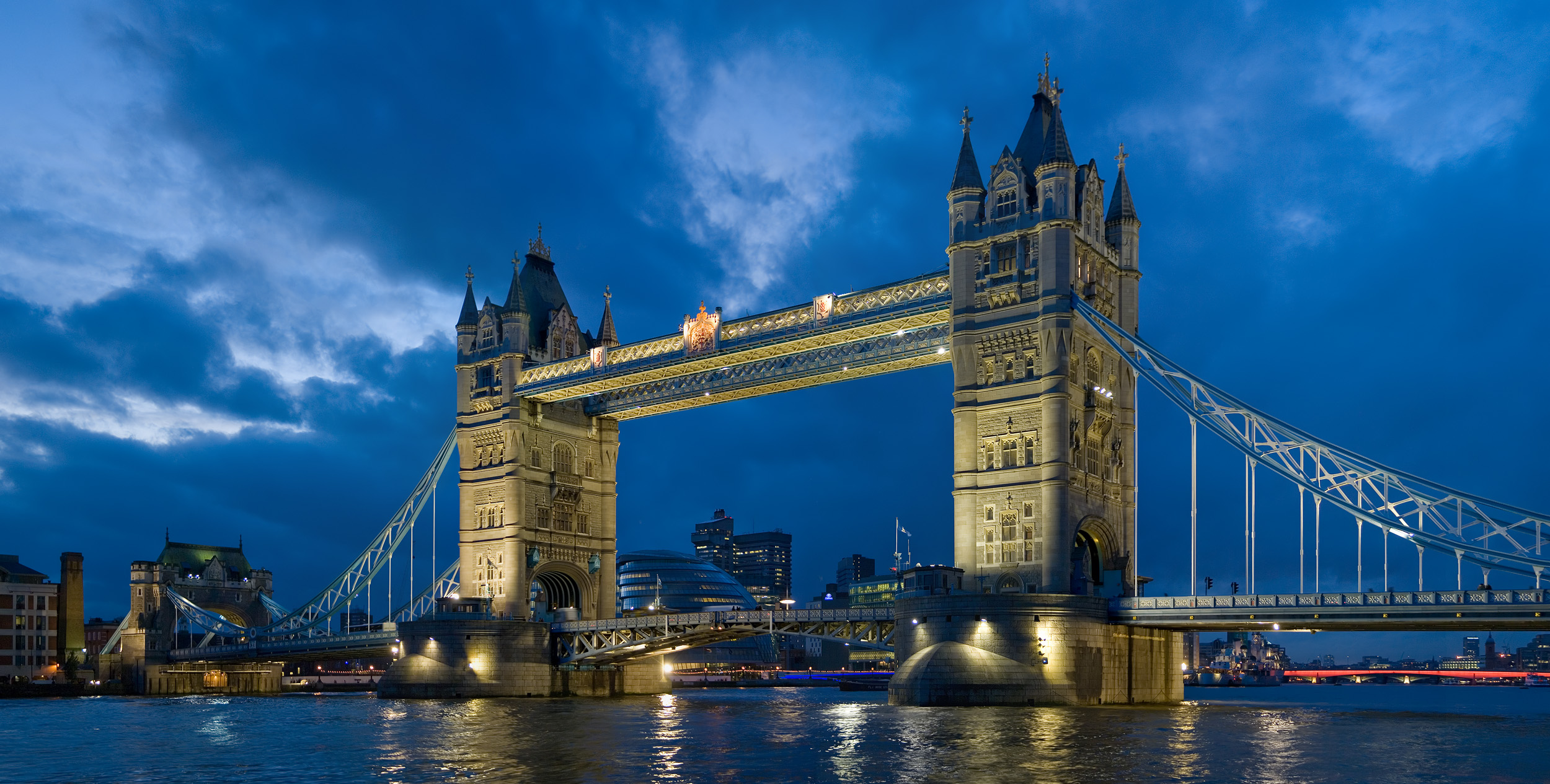
타워 브리지

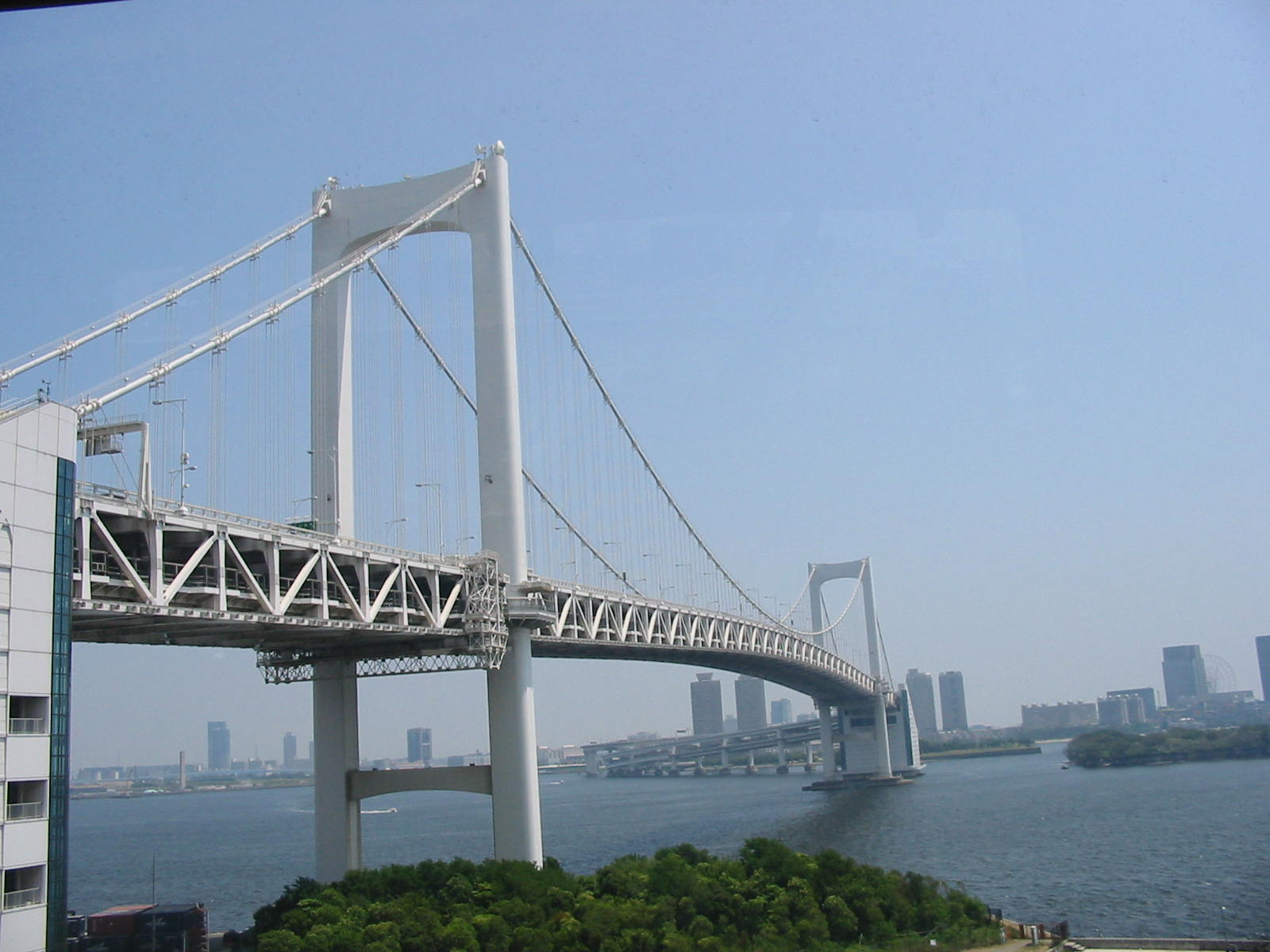
레인보우 브리지

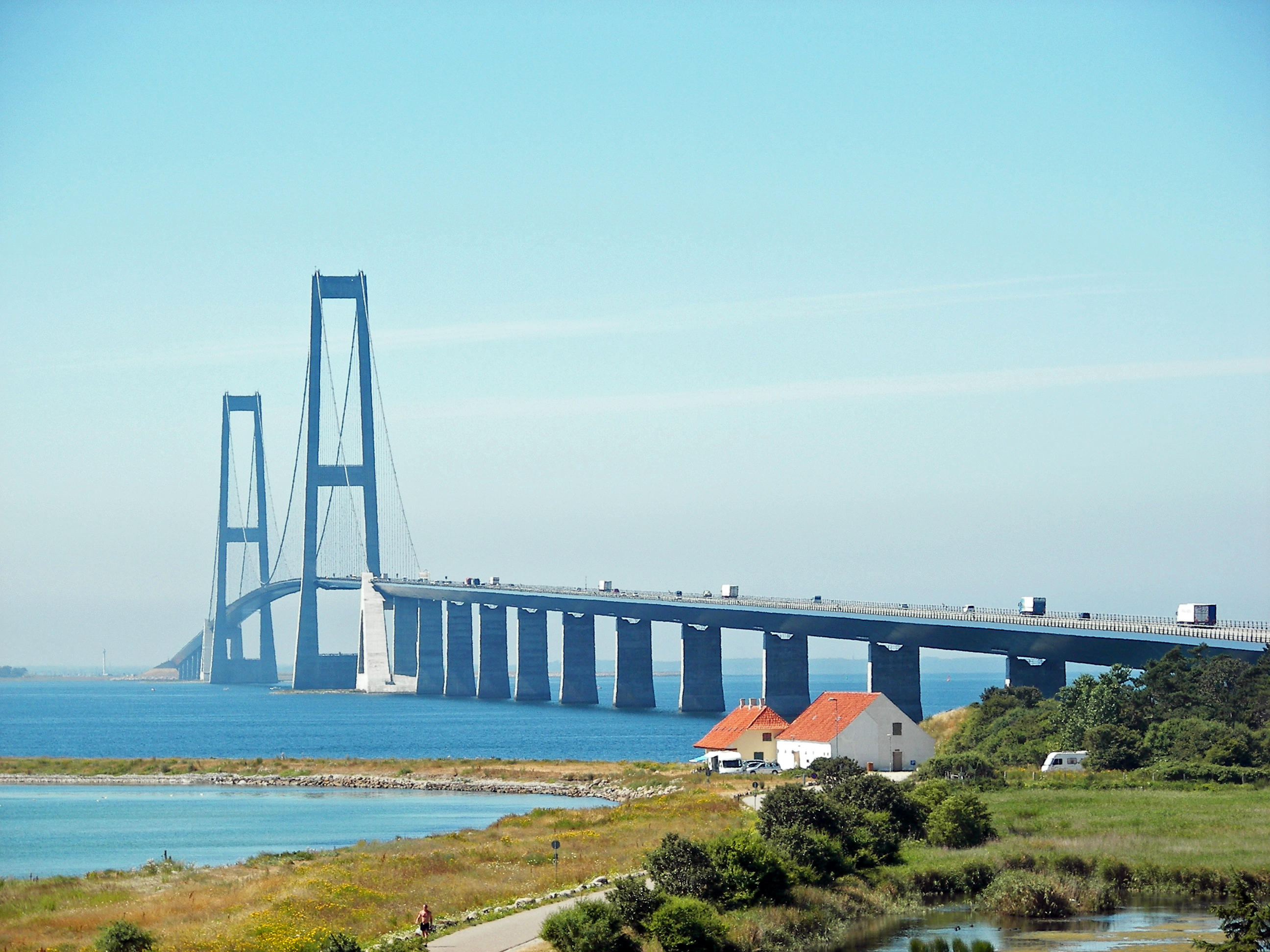
스토레벨트 다리

현수교(懸垂橋)는 케이블에 의해 지지되는 형식의 다리로 케이블에 의해 전달되는 교량의 하중을 다른 고정체에 연결시켜 지지하는 타정식과 교량자신의 균형에 의해서 지지하는 자정식이 있다. 대한민국의 대표적인 교량으로는 광안대교, 남해대교, 영종대교 등이 있다.

## 주탑과 경간장
주탑이 높을수록 현수교의 케이블이 받는 하중이 작아진다. 같은 경간의 다리를 놓을 때 주탑이 높다면 케이블의 단면을 줄일 수 있어 경제적이고, 같은 케이블 단면으로 시공한다면 경간을 늘일 수 있는 장점이 있다.

## 국가별 현수교 목록

### 대한민국
- 광안대교
- 고군산대교
- 남해대교
- 노량대교
- 소록대교
- 영종대교
- 울산대교
- 이순신대교

### 덴마크
- 스토레벨트 다리

### 미국
- 금문교
- 앰배서더 다리
- 베라자노 내로스 교
- 맨해튼 교
- 브루클린 교
- 윌리엄스버그 다리

### 영국
- 타워 브리지
- 포스 로드 교

### 일본
- 간몬 교
- 레인보우 브리지
- 세토 대교
- 아카시 해협 대교

### 캐나다
- 캐필라노 현수교

### 헝가리
- 세체니 다리

### 터키
- 보스포루스 교

## 같이 보기
- 사장교